# Porto Mauá
Porto Mauá é um município brasileiro do estado do Rio Grande do Sul.